# طوخ

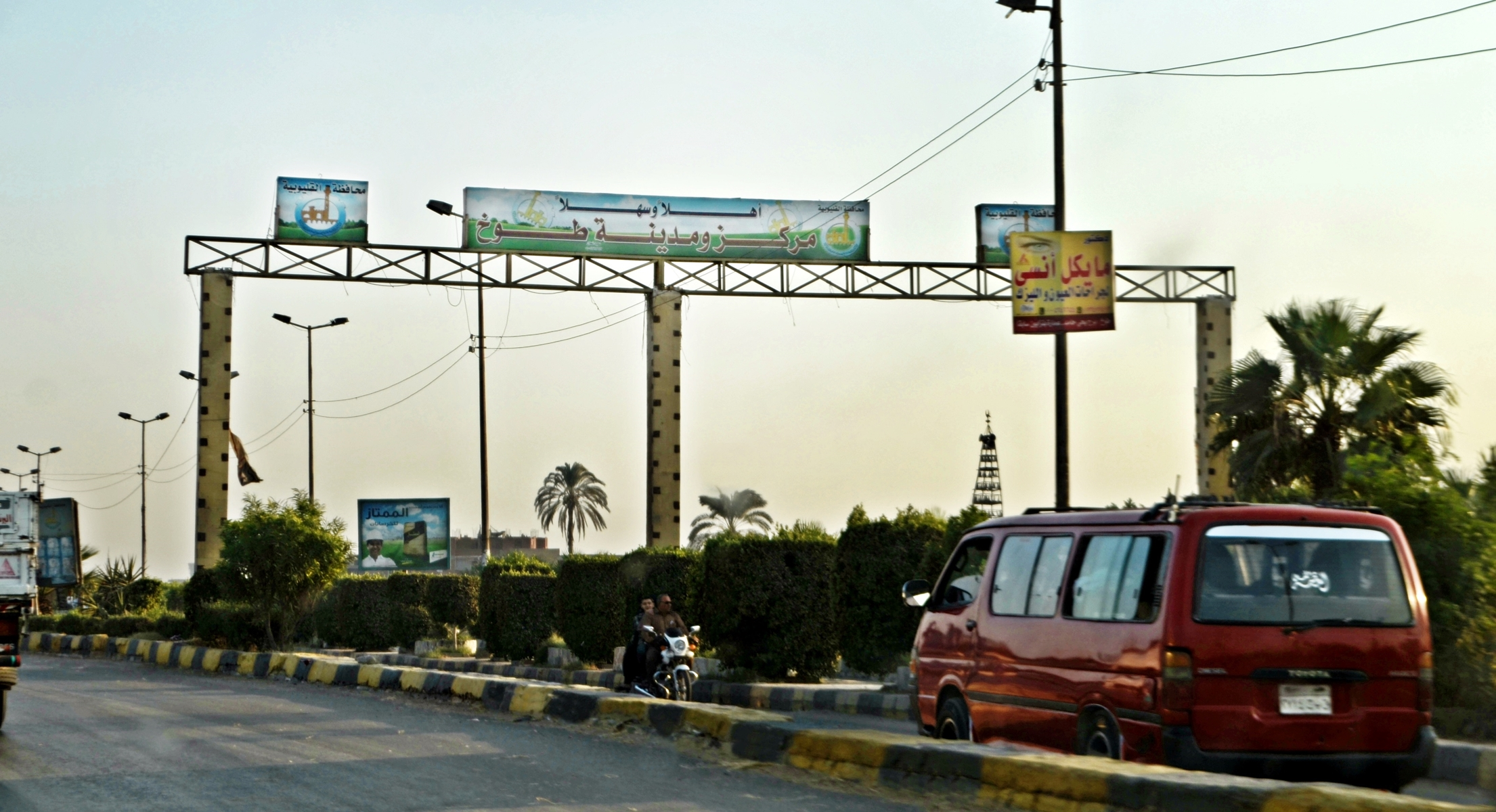
نمایی از شهر طوخ در استان قلیوبیه مصر - ۲۰۱۳

طوخ نام شهر و شهرستانی در استان قلیوبیه مصر است. 
طوخ از آبادی‌های قدیمی در مصر است.
لیث بن سعد، از فقها و قلقشندی نویسنده کتاب معروف صبح الاعشی (مهم‌ترین دانشنامه عربی روزگار مملوک‌ها) از طوخ بوده‌اند.
شهر طوخ دارای صنعت شمیمیایی و چینی‌سازی است.

## دهستان‌ها
۱۰ دهستان شهرستان طوخ:
بلتان - الدیر - العمار الکبری - أجهور الکبری - ترسا - مشتهر - اکیاد - دجوی - کفر منصور - نامول
این شهرستان ۴۹ روستا دارد. 